# 惠特斯通
惠特斯通（Whetstone，/ˈwɛtstoʊn/）是倫敦的一個地區，屬於巴內特倫敦自治市，托特里奇之東。惠特斯通是英國第63富裕的地區。當地主要車站有托特里奇及惠特斯通站。